# Acer glabrum
Acer glabrum (arce de Douglas) es una especie botánica perteneciente a la familia de las sapindáceas.

## Hábitat
Es un arce nativo del oeste de Norteamérica, desde el sudeste de Alaska, Columbia Británica, oeste de Alberta, este a oeste de Nebraska, sur de Washington, Montana, Colorado a California, Arizona y Nuevo México. 
Se lo encuentra mucho en las Rocallosas, tanto que otro de su nombre común es arce de las Montañas Rocallosas. Suele crecer junto a Pinus ponderosa, varios Pseudotsuga, y el álamo Populus tremuloides.

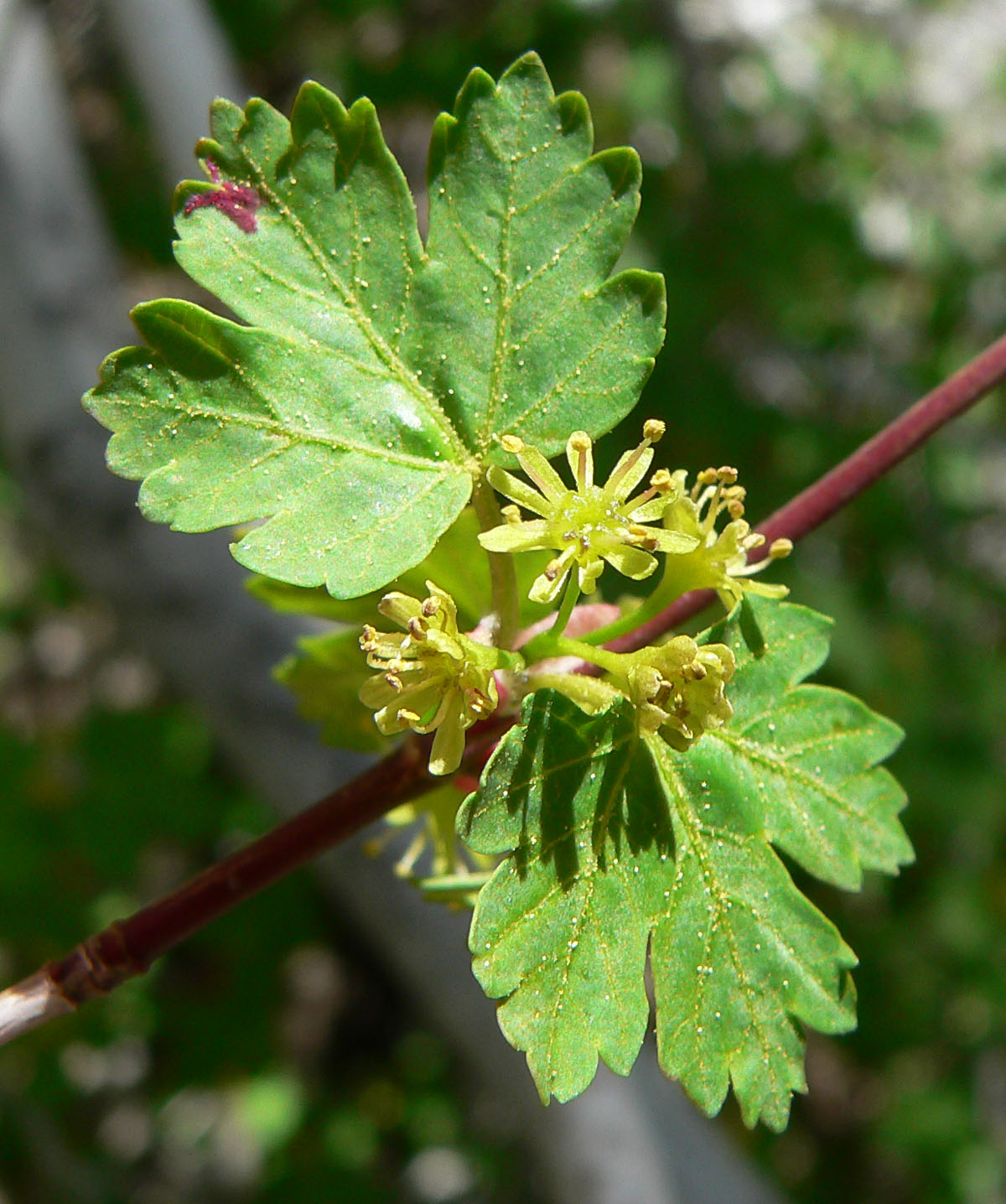
Flores

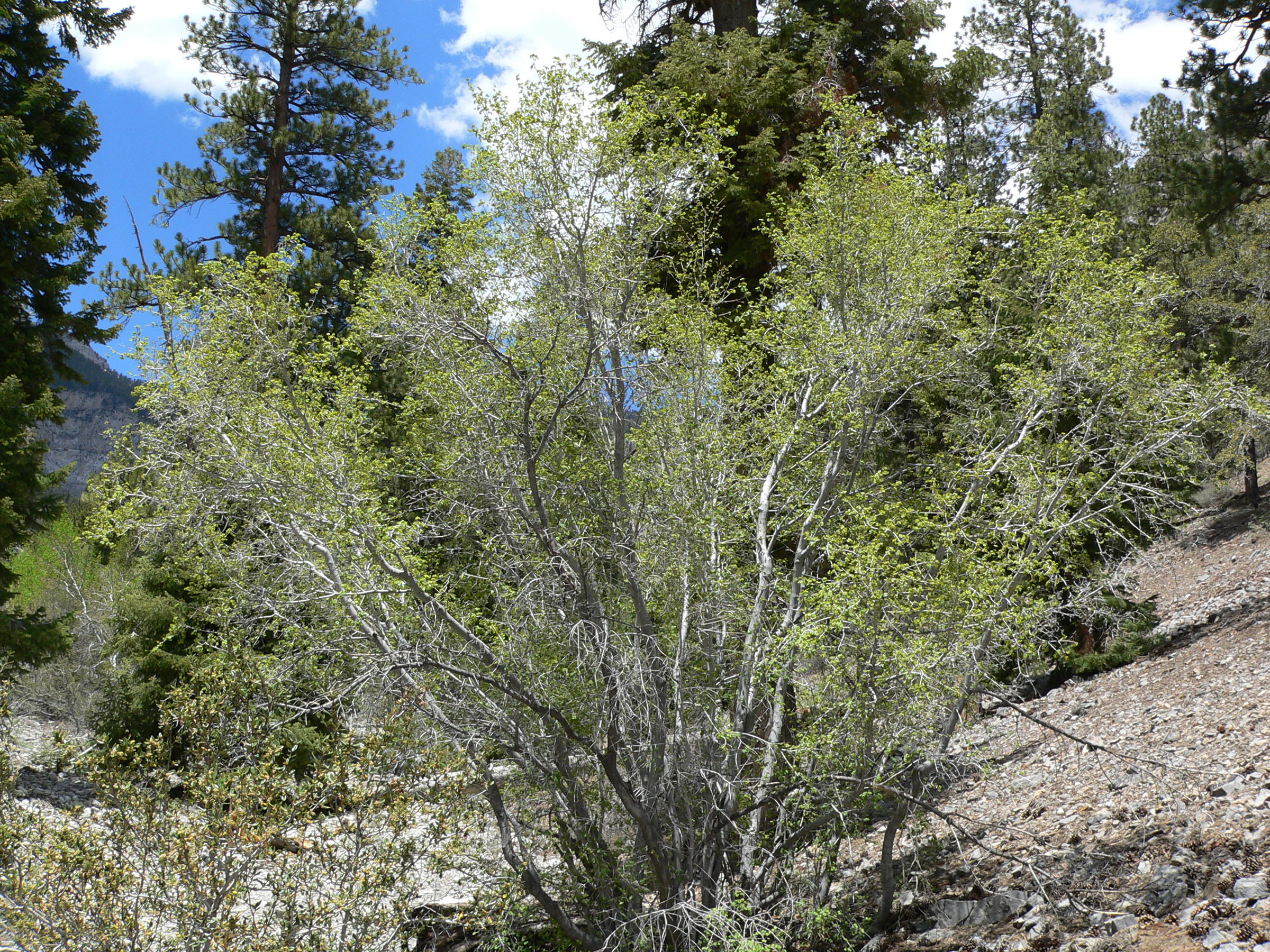
Vista de la planta

## Descripción
Es un arbusto caducifolio, o un pequeño árbol de hasta 10 m de altura, con un tronco de 2-3 dm de diámetro. Las hojas de 2-10 cm de ancho, son trilobuladas (raramente pentalobuladas), variables en la profundidad del lobulado, ocasionalmente tan profundo que se divide en tres folíolos; los lóbulos tienen un agudo ápex, u márgenes toscamente serradas. Las flores en corimbos de 5-10, amarillo verdosas, al mismo tiempo que la foliación en primavera. Los frutos son sámaras con dos semillas aladas.

## Taxonomía
Acer glabrum fue descrita por John Torrey y publicado en Annals of the Lyceum of Natural History of New York 2: 172, en el año 1827.
Etimología
Acer: nombre genérico que procede del latín ǎcěr, -ĕris = (afilado), referido a las puntas características de las hojas o a la dureza de la madera que, supuestamente, se utilizaría para fabricar lanzas. Ya citado en, entre otros, Plinio el Viejo, 16, XXVI/XXVII, refiriéndose a unas cuantas especies de Arce.
glabrum: epíteto latíno que significa "glaba".
Variedades
Hay de cuatro a seis subespecies, tratadas por algunos autores al ranking más bajo de variedades:
- Acer glabrum subesp. glabrum – Rocallosas, Montana a Nuevo México
- Acer glabrum subesp. diffusum – este de California, Nevada, Utah
- Acer glabrum subesp. douglasii – sur de Alaska a Washington e Idaho
- Acer glabrum subesp. greenei – central California
- Acer glabrum subesp. neomexicanum – Nuevo México
- Acer glabrum var. siskiyouense A.E.Murray
- Acer glabrum subesp. torreyi – norte California

Sinonimia
- Acer barbatum Hook.
- Acer glabrum f. bicolor Pax
- Acer glabrum var. greenei A.C.Keller
- Acer glabrum f. monophyllum Schwer.
- Acer glabrum var. torreyi (Greene) Smiley
- Acer glabrum subsp. torreyi (Greene) A.E.Murray
- Acer glabrum var. tripartitum (Nutt.) Pax
- Acer glabrum f. tripartitum (Nutt.) Schwer.
- Acer glabrum f. trisectum Sarg.
- Acer neomexicanum Greene
- Acer torreyi Greene
- Acer tripartitum Nutt.[4]